# Estadio Municipal de Guadalajara
Das Estadio Municipal de Guadalajara (span. für Städtisches Stadion von Guadalajara) war ein Baseball- und Fußballstadion im Barrio Analco im Osten von Guadalajara, der zweitgrößten Stadt Mexikos und Hauptstadt des Bundesstaates Jalisco.

## Geschichte

### Vom Friedhof zum Stadion
Nachdem die östlich von Guadalajara liegende Gemeinde Analco 1821 zum Barrio erklärt worden war und seither zu Guadalajara gehört, wurde am 2. November 1829 am seinerzeit noch östlichen Stadtrand der erste „offizielle“ Pantheon eröffnet, der den Namen Panteón de Los Ángeles erhielt und von den Ordensleuten des Klosters San Francisco aus dem benachbarten Barrio de San Francisco auf der anderen Seite der Calzada Independencia Sur angelegt worden war.
Etwa ein Jahrhundert später erwarb die Stadt das 33.270 Quadratmeter große Gelände südlich der nach dem Friedhof benannten Calle Los Ángeles und ließ 1930 das Städtische Stadion errichten, zu dem von der Calzada Independencia Sur die neu angelegte Calle Estadio (dt. Stadionstraße) führte.

### Ein kurzlebiges Stadion
Das von den Ingenieuren Aurelio Aceves und Salvador Ulloa erbaute Stadion kostete rund 160.000 Mexikanische Pesos und war für etwa 20.000 Besucher konzipiert. Die offizielle Eröffnung fand am 1. Januar 1931 mit der Begegnung der beiden Hauptstadtvereine Club América und Real Club España statt und endete 2:4. Diese beiden Mannschaften galten zu jener Zeit als die besten Fußballmannschaften Mexikos. España hatte die Meisterschaft der Primera Fuerza bis 1930 insgesamt zehnmal gewonnen und América hatte eine starke Phase zwischen 1925 und 1928, als der Verein die Meisterschaft viermal in Folge gewann. Außerdem stellte der Club América den Großteil der Spieler der mexikanischen Nationalmannschaft, die 1928 beim olympischen Fußballturnier in Amsterdam antrat und war auch mit 5 Spielern bei der allerersten Fußball-Weltmeisterschaft 1930 vertreten, wenngleich der Stadtrivale CF Atlante mit 7 Spielern noch besser vertreten war.
Dass keine Mannschaft aus Guadalajara das Eröffnungsspiel bestritt, könnte also entweder an deren damals untergeordneter Rolle im mexikanischen Vereinsfußball gelegen haben oder war eine bewusste Entscheidung in Abgrenzung zur Eröffnung des sich in Vereinsbesitz befindlichen Parque Oro, der ein knappes halbes Jahr vorher eröffnet worden war und dessen beide Einweihungsspiele ausschließlich Mannschaften aus Guadalajara bestritten haben.
Während das Stadion des Club Deportivo Oro von Anfang an als Fußballstadion konzipiert war und von allen führenden Mannschaften aus Guadalajara genutzt wurde, diente das Estadio Municipal schwerpunktmäßig als Baseballstadion.
Als Ende der 1940er-Jahre das Verkehrsaufkommen in der Stadt stets zunahm, wurde 1950 die Entscheidung getroffen, das Estadio Municipal nach nicht einmal zwanzigjährigen Bestehen wieder abzureißen und an seiner Stelle einen zentralen Busbahnhof zu errichten.

### Vom Stadion zum Busbahnhof
Das 1952 in Guadalajara-Analco eröffnete Fernbus-Terminal war das erste seiner Art in Mexiko. Durch den zunehmenden Autoverkehr galt es jedoch bald nicht mehr als vorteilhaft, ein einziges Terminal so nah am Stadtzentrum zu unterhalten, wo es allerlei Verkehrsprobleme verursachte und umgekehrt die Busse selbst durch Verkehrsstaus in der Pünktlichkeit beeinträchtigt sind. Daher wurde schließlich ein weiterer Busbahnhof im südlichen Vorort San Pedro Tlaquepaque errichtet, der 1989 eingeweiht wurde. Seither gilt dieser in Tlaquepaque unter dem Namen Nueva Central Camionera (Neue Zentralbusstation) als Fernbus-Terminal und am noch immer betriebenen Terminal in Analco, dem Antigua Central Vieja (Alte Zentralbusstation), werden heute nur noch lokale und regionale Busverbindungen, z. B. nach Tequila, angeboten.